# Bryan Johnson
Bryan Johnson (London, 1926. július 18. – London, 1995. október 18.) brit énekes és színész. Ő képviselte az Egyesült Királyságot az 1960-as Eurovíziós Dalfesztiválon Looking High, High, High című dalával, ahol végül a második helyezést érte el.